# Ернст Кейперс
Ернст Йохан Кейперс (нід. Ernst Kuipers; 14 грудня 1959, Меппель, Нідерланди) — голландський політик, представник D66, колишній професор і непрактикуючий лікар. З 10 січня 2022 року він був міністром охорони здоров’я, добробуту та спорту (VWS) в четвертому кабінеті Рютте. У 2000-2012 роках був професором гастроентерології та з 2013 по січень 2022 року головою правління Erasmus Mundus.

## Кар'єра
Після гімназії в Еммелоорді (1972-1978) і пропедевтичного курсу з хімії Кайперс вивчав медицину в Університеті Гронінгена. Він навчався як лікар-терапевт у лікарні Девентера та UMCG, після чого отримав підготовку гастроентеролога у VUmc, де також отримав ступінь доктора філософії з походження раку шлунка.
Після постдокументації в Нешвіллі він був призначений професором гастроентерології в Роттердамському університеті Еразма в 2000 році та керівником відділу MDL в Erasmus MC. У 2006 році Кайперс також був призначений керівником відділу внутрішньої медицини Erasmus MC. 
1 грудня 2012 року Кейперс був призначений членом виконавчої ради Erasmus MC, з 15 березня 2013 року по січень 2022 року він був головою.
Термін його реєстрації BIG закінчився у 2019 році. Власне кажучи, тому він уже не лікар, а непрактикуючий лікар.
У 2016-2018 роках Кайперс був головою Голландської федерації університетських медичних центрів (NFU).

## Особисте життя
Кайперс виріс у Крейлі разом зі своїми батьками та чотирма молодшими братами. Його батько працював там терапевтом. Його мати взялася працювати в аптеці.
Кайперс одружений і має чотирьох синів. Окрім роботи, він захоплюється, зокрема, бігом і читанням.